# كورنيليوس روست
كورنيليوس روست (بالألمانية: Cornelius Rost)‏ هو جندي ألماني، ولد في 27 مارس 1919 في كوفشتاين في النمسا، وتوفي في 18 أكتوبر 1983 في ميونخ في ألمانيا.